# 澤萊諾皮利亞 (扎波羅熱州)
47°51′8″N 34°55′22″E / 47.85222°N 34.92278°E
澤萊諾皮利亞（羅馬化：Zelenopillia）是位於烏克蘭東南部的村莊，由扎波羅熱州扎波羅熱区的希羅凱市鎮負責管轄。該村始建於1933年，面積20.5平方公里，海拔高度112米，2001年人口315，人口密度每平方公里15.4人。